# 1,4-cicloesadiene
Il 1,4-cicloesadiene è un diene ciclico con due doppi legami isolati (non coniugati), di formula bruta C6H8, o anche 1,4-ciclo-C6H8. Con i doppi legami coniugati è ben noto anche l'isomero 1,3-cicloesadiene (1,3-ciclo-C6H8). A temperatura ambiente è un liquido incolore, volatile e infiammabile, poco solubile in acqua, ma solubile negli idrocarburi, negli eteri e nella maggior parte dei solventi organici.  Il 1,4-cicloesadiene non ha applicazioni industriali. Viene utilizzato come donatore di una coppia di atomi di idrogeno, trasformandosi in benzene, in reazioni di idrogenazione catalitica, impiegata anche per rimuovere alcuni gruppi funzionali.
Un suo derivato naturale è il γ-terpinene, contenuto nell'olio essenziale di coriandolo.

## Proprietà e struttura molecolare
L'1,4-cicloesadiene è un composto endotermico (ΔHƒ° =66,1 kJ/mol), ma è cineticamente piuttosto stabile se tenuto a bassa a temperatura per prevenire la polimerizzazione e protetto dal contatto con l'ossigeno dell'aria, con il quale tende lentamente ad ossidarsi. Nella molecola i doppi legami sono isolati e, come tali, dovrebbero interagire solo debolmente; tuttavia, il potenziale di ionizzazione della molecola è di 8,82 eV e la sua affinità protonica ammonta a 837 kJ/mol; confrontando con i corrispondenti valori per l'etene (10,51 eV; 680,5 kJ/mol), si può notare come l'1,4-cicloesadiene sia alquanto più facile da ionizzare e protonare.
La sua struttura molecolare ha suscitato interesse teorico riguardo all'accoppiamento preferenziale di orbitali π: se questo avvenga attraverso i legami oppure direttamente attraverso lo spazio, con il relativo ordinamento energetico risultante.
La molecola è stata indagata a più riprese con la diffrazione elettronica in fase gassosa, con calcoli quantomeccanici ed anche, allo stato solido, con la diffrattometria a raggi X a bassa temperatura, oltre ad indagini spettroscopiche IR, Raman e di RMN, tutte e tre queste ultime concordi nell'assegnare la conformazione planare come la più probabile. Non è però del tutto chiaro se lo scheletro della molecola sia esattamente planare, ma in ogni caso sembra molto vicino a tale condizione. Assumendo planarità, come per lo più è stato fatto, la simmetria della molecola sarebbe D2h, il che comporta momento dipolare nullo.
Un'indagine di diffrazione elettronica ha fornito lunghezze ed angoli di legame di seguito riportati:
r(C=C) = 133,4 pm; r(C–C) = 149,6 pm; r(Csp2–H) = 110,3 pm; r(Csp3–H) = 111,4 pm;
∠(C=C–C) = 123,4°; ∠(C–C–C) = 113,3°.
Sono anche riportate le distanze tra atomi Csp2 opposti nell'anello (283,0 pm), come pure quelle di atomi Csp3 opposti (298,4 pm); queste distanze sono comunque minori del doppio del raggio di van der Waals del carbonio, che è nell'intervallo 330-340 pm. Gli autori propendono per lo scheletro planare ma non escludono una lieve deformazione verso una conformazione a sedia.
Un'altra indagine di diffrazione elettronica riporta come preferita una conformazione a barca, con un angolo diedro di 159,3°.
Un'analisi diffrattometrica ai raggi X eseguita su un monocristallo di 1,4-cicloesadiene a -120° C ha stabilito che, almeno per molecole all'interno del reticolo cristallino, lo scheletro è planare e ha fornito i seguenti parametri strutturali:
r(C=C) = 131,8 pm; r(C–C) = 148,6 pm;
∠(C=C–C) = 123,5°; ∠(C–C–C) = 113,1°.
Un'indagine strutturale teorica, basata su calcoli quantomeccanici conclude che lo scheletro della molecola è planare e dà i seguenti parametri strutturali:
r(C=C) = 131,7 pm; r(C–C) = 150,9 pm;
∠(C=C–C) = 123,8°; ∠(C–C–C) = 112,4°.
Infine, una indagine di spettroscopia di quantità di moto elettronica sul norbornadiene e sull'1,4-cicloesadiene è risultata, per quest'ultimo, in accordo alla conformazione planare dello scheletro e incompatibile con una conformazione a barca (simmetria molecolare C2v).

## Complessi metallici
Come fanno in generale le olefine, l'1,4-cicloesadiene e il suo isomero si complessano facilmente con centri metallici in bassi stati di ossidazione. Per reazione con il ferro pentacarbonile si ha l'espulsione di due carbonili (regola dei 18 elettroni) e la formazione del complesso olefinico ma con isomerizzazione a dare la diolefina coniugata (se non lo era), per cui entrambi gli isomeri danno luogo allo stesso complesso:
1,4-ciclo-C6H8 + Fe(CO)5  →  (1,3-ciclo-C6H8)Fe(CO)3 + 2 CO
e una reazione analoga avviene anche con il suo analogo perfluorurato, l'octafluoro-1,4-cicloesadiene. Con lo ione Ag+ si forma un complesso, ma senza isomerizzazione:
1,4-ciclo-C6H8 + AgBF4  →  (1,4-ciclo-C6H8)AgBF4

## Sintesi
Il 1,4-cicloesadiene può essere preparato a partire da benzene tramite una riduzione di Birch. Per questa reazione il benzene in ammoniaca liquida è trattato con sodio e un alcool come donatore di protoni:
Il 1,4-cicloesadiene può essere ottenuto anche per deidrobromurazione di 1,4-dibromocicloesano, tuttavia in questo modo il prodotto principale è l'isomero 1,3-cicloesadiene.

## Tossicità/indicazioni di sicurezza
Il 1,4-cicloesadiene è disponibile in commercio, in genere stabilizzato con butilidrossitoluene. Per rallentarne la decomposizione va tenuto sotto azoto in frigorifero. È un liquido facilmente infiammabile; vanno evitate fonti di calore, fiamme e scintille. È tossico per ingestione e inalazione. Viene considerato cancerogeno e mutageno, nonché pericoloso per gli organismi acquatici.